# L'Étoile belge

L'Étoile belge est un quotidien libéral bruxellois fondé en 1850 par Marcellin Faure, qui avait déjà créé 19 ans plus tôt un autre quotidien libéral bruxellois à succès, L'Indépendance belge. Alors qu'en 1850, le total des 15 journaux bruxellois ne dépassait pas 25000 exemplaires diffusés, L'Étoile belge est le premier à dépasser la barre des 10000 exemplaires, en 1857 avec 11320 abonnés. Le journal change plusieurs fois de propriétaire. Joseph-Ferdinand Toussaint rejoint la famille d'Orléans et le fondateur, le français Marcellin Faure. Puis c'est le tour de la famille Madoux et ensuite de l'homme d'affaires Georges Marquet.

## Histoire

### L'époque Marcellin Faure, Aumale et Toussaint
L'Étoile Belge est fondée en 1850 par Marcellin Faure, un Français de la région de Toulouse venu dès 1830 à Bruxelles, où il édite un journal publiant les actes du Congrès, lors de l'indépendance belge. Créateur de L'Indépendant en 1831, il indispose le Roi Léopold Ier par le ton de ses enquêtes dès 1840 mais acquiert un prestige international. En 1843, Marcellin Faure accepte de quitter la Belgique, à la demande du Roi des Belges, en échange d'un dédommagement financier. Son journal est alors rebaptisé L'Indépendance belge et repris par un autre Français, rédacteur du journal, Henri Édouard Perrot, qui en fait un quotidien renommé dans toute l'Europe et sur les places financières.
Malgré la parole donnée au souverain, Marcellin Faure revient en Belgique pour y lancer en 1850 L'Étoile belge, qui devient rapidement une des plus gros tirages de la presse quotidienne belge de l’époque,. Le titre profite du fait qu'un important droit de timbre sur les journaux est supprimé en Belgique en 1848.

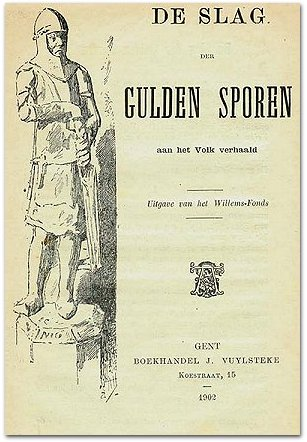
Publication du Willemsfonds, Gand, 1902, commémorant la bataille des éperons d'or.

Sous le Second Empire français, sa liberté de ton en fait l'un des titres anti-bonapartistes les plus remarqués en Europe, d'autant que Napoléon III a réprimé la liberté de la presse en France. Henri d’Orléans, plus connu sous le titre de Duc d'Aumale, qui réside en Grande-Bretagne, décide d'investir dans le journal à partir de 1853, afin de soutenir la pensée libérale. Tout comme ceux de L'Indépendance belge, les articles anti-bonapartistes de L'Étoile belge maintiennent vives les tensions avec Paris, d'autant qu'il s'agit du plus gros titrage de la presse belge de l'époque, avec 14000 abonnés en 1854 puis 20000 un peu plus tard. 
À partir de 1854, le journal prend une coloration plus belge. Joseph-Ferdinand Toussaint devient également actionnaire, aux côtés de la famille d'Orléans et de Marcellin Faure. Tous trois ont plus de 90 % des titres, avec 47 actions de propriété sur 50. Notaire et greffier en chef du tribunal de première instance de l'arrondissement de Bruxelles, fervent patriote, Joseph-Ferdinand Toussaint avait fondé en 1848 le journal "De Brabander". Il fut l'un des premiers à protester contre le fait de franciser la vie publique belge et sera en 1862 parmi les fondateurs du Willemsfonds, une organisation culturelle flamande, fondée en 1851 pour défendre la langue néerlandaise, qui organise des concours linguistiques, publie des livres en néerlandais à un prix abordable et fonde des bibliothèques généralistes.
Entre-temps, Aumale s'est intéressé à L'Indépendance belge, l'autre grand titre bruxellois.
Le journaliste marseillais, Léon Bérardi, qui écrit sous le pseudonyme "Manethérel-Pharès" et l'a repris en 1856, fait des ouvertures au représentant du Duc d'Aumale, l'Allemand Jules Joest, un des actionnaires. En 1858, Aumale racheta les actions de ce dernier, pour devenir majoritaire au capital de L'Indépendance belge.

### L'époque Madoux
Dès 1858, la famille Madoux sera à son tour actionnaire de L'Étoile belge. De 1858 à 1876, la direction du journal est assurée par Denis Joseph Madoux, un marchand de draps français né à Lecelles. Propriétaire associé commandité, il est chargé de la gestion administrative et se porte en décembre 1861 acquéreur d'une maison, au 13 rue des Sables, dans le centre de Bruxelles, afin d'y installer L'Étoile belge. Il rachète le titre en 1871, en maintenant une ligne libérale modérée, et acquiert en 1874 ce qui reste actions de la famille d'Orléans, pour être ainsi, avec la famille Toussaint, copropriétaire de ce journal. Son fils Alfred Madoux en prend la direction en 1878, son petit-fils Charles Madoux lui succédant plus tard. 

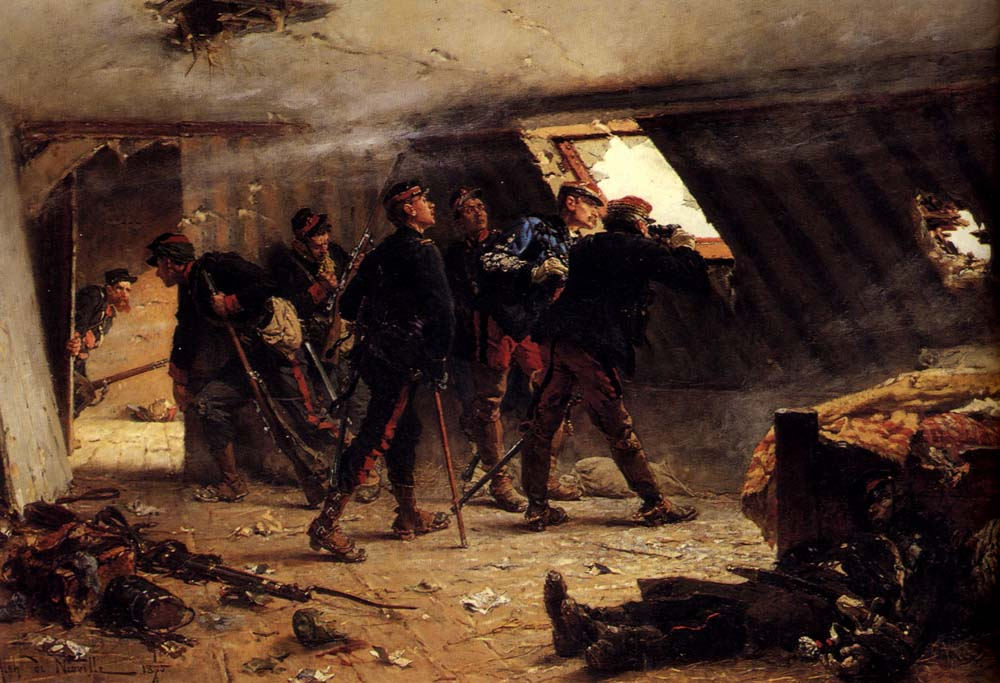
Épisode de la guerre franco-prussienne.
Tableau par Alphonse-Marie-Adolphe de Neuville. Gustave Lemaire part couvrir le Siège de Sedan pour L'Étoile belge, grimé en ambulancier

La rédaction sera confiée au journaliste Gustave Lemaire, qui a commencé sa carrière à Gand et Anvers. Il est recruté par Alfred Madoux comme secrétaire de la rédaction dès 1863. Fin limier, curieux et accrocheur, Gustave Lemaire va s'imposer comme le premier grand reporter belge au "sens moderne du mot". Madoux lui fixe la mission de couvrir la débâcle de Sedan en 1870, pendant laquelle il participe à l'organisation de services d'ambulances pour venir en aide aux blessés. 
Lorsqu'il est condamné deux fois à 100 francs d'amende pour avoir refusé de faire connaître les noms des personnes l'ayant informé sur "le vol commis au préjudice du changeur Philips et sur le meurtre présumé de Blondine Peeters", au motif qu'il s'était engagé sur l'honneur à ne pas divulguer les noms de ces personnes, L'Étoile belge se pourvoit en cassation. La démarche est sans succès mais témoigne de son souci et de la protection des sources d'information et de la professionnalisation des journalistes belges dans les années 1870, constatée par les historiens.
Le journal compte aussi dans sa rédaction Louis Hymans, professeur d'histoire au Musée Royal de l'Industrie et député de Bruxelles de 1859 à 1870, par ailleurs auteur d'une Histoire de Bruxelles. La signature d'un contrat avec l'Office de Publicité le 24 mars 1864 garantit un versement annuel de 50 000 francs à L'Étoile belge. Le journal est alors connu pour son orientation beaucoup plus francophile et il affiche un tirage important pour l'époque, de 53 000 exemplaires par jour.

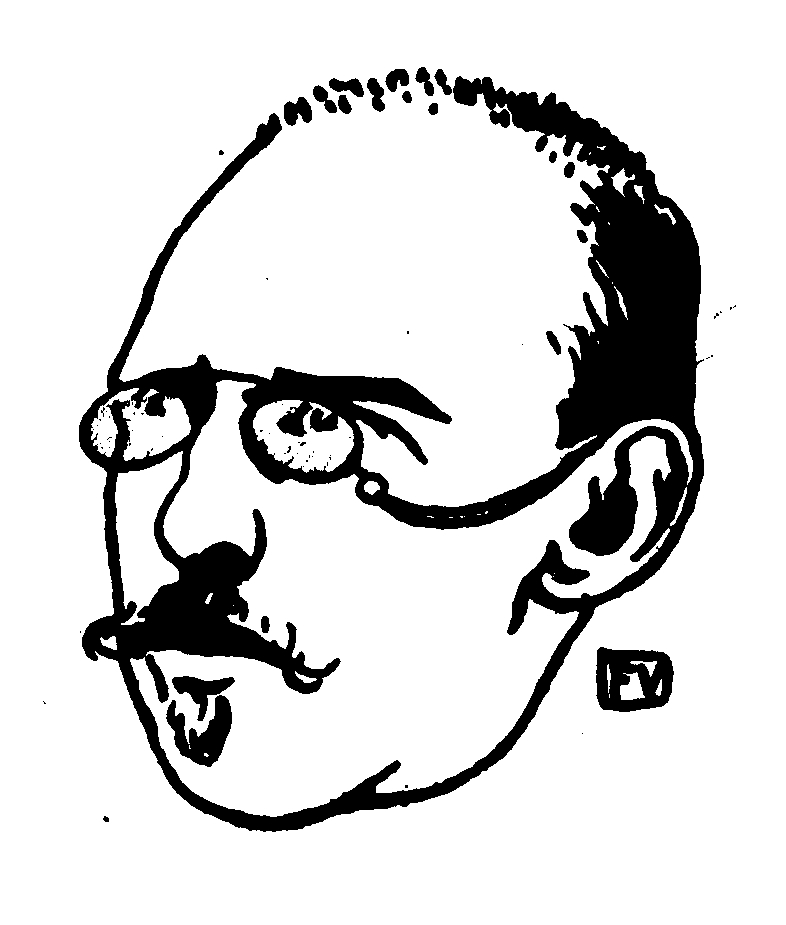
Portrait de l'écrivain Georges Eekhoud, critique d'art à L'Étoile belge, par Félix Vallotton
paru dans Le Livre des masques de Remy de Gourmont (1896).

Dans les années 1870, la Belgique verra s'épanouir d'autres quotidiens à la grande liberté de ton, comme lorsque l'agent de change Armand Mandel fonde en 1868 La Cote libre de la Bourse de Bruxelles et le Bulletin financier à Paris. Soutenu par L’Écho de la bourse de Bruxelles, il publie en 1869 des révélations sur le financier André Langrand-Dumonceau et sa "puissance financière catholique", mettant fin au financement européen de la Société impériale des chemins de fer de la Turquie d'Europe.
Alfred Madoux embauchera plus tard le poète Albert Giraud, qui a aussi travaillé comme journaliste à La Jeune Belgique pour en faire l'une des plumes du journal dans le domaine de la politique, ainsi que le peintre et critique d'art Maurice Sulzberger (1863-1939), ami de Giraud depuis leurs études à l'Université de Louvain, et futur membre de l'Académie royale de Belgique.
Lors de la colonisation du Congo, L'Étoile Belge adopte un ton assez nationaliste et devient le plus actif représentant de la propagande royale. En septembre 1876, onze ans après son accession au trône, le roi Léopold II créa l’Association internationale africaine (AIA) d’exploration et de civilisation de l’Afrique Centrale, lors d’une Conférence Géographique organisée au Palais royal de Bruxelles. Puis c'est le "Comité d’Études du Haut Congo", qui sera remplacé par " l’Association Internationale du Congo" en 1878, trois ans avant que le roi ne crée Léopoldville le 1er décembre 1881.
Le quotidien sert souvent de porte-parole au Ministre d'État Auguste Beernaert, qui était par ailleurs administrateur de la Société générale de Belgique. Premier ministre de 1884-1894, Auguste Beernaert siégeait toujours au conseil d'administration de L'Étoile Belge, où il représentait très discrètement les intérêts des princes. À la fin du siècle, le journal est considéré comme plus indépendant, grâce à la fortune de son propriétaire, et il gagne de nombreux lecteurs sur L'Indépendance belge, son rival. Il compte parmi ses rédacteurs en chef Albert Giraud, qui fait chasser l'écrivain Georges Eekhoud de son poste de critique musical, qui avait été recruté par Gustave Lemaire, rencontré à Anvers.

### L'époque Marquet
L'Étoile belge est achetée ensuite, en 1928, par Georges Marquet, un ancien garçon de café, fondateur en 1904 d'un centre de salles de jeux à Ostende puis de la société "Les Grands Hôtels belges", faisant concurrence à la compagnie "Les Grands Hôtels des Wagons-Lits", fondée par Georges Nagelmackers, une des filiales de la "Compagnie Internationale des wagons-lits".
Acquéreur dès 1910  du Petit Bleu du matin, il avait été critiqué pour l'usage abusif des colonnes de ce journal "pour servir ses desseins" et avoir écarté les anciens rédacteurs. Le propriétaire et directeur Gérard Harry claqua la porte de l'entreprise et Auguste Vierset prit sa place comme rédacteur en chef. Peu après l'acquisition de L'Étoile belge, Georges Marquet se lance avec succès en politique. Député libéral de l’arrondissement de Furnes-Dixmude-Ostende de 1929 à 1936, il est aussi propriétaire, entre autres, du Palace Hôtel de Bruxelles et du Château d’Ardennes de Houyet. Il confie la direction de L'Étoile belge à Paul Beaupain, rédacteur en chef. Les intérêts du journal et ceux de son groupe ne sont pas toujours bien séparés. Fernand Bernier (1864 – 1929), journaliste à l’Étoile belge, président de l’Union professionnelle de la Presse belge, siège par exemple au Conseil d’Administration de la S.A. Hôtel de l’Espérance à partir de 1920. L'Étoile Belge restera dans le giron de famille Marquet, qui en est actionnaire jusqu'en mai 1940. En 1937, il a rejoint un consortium regroupant plusieurs journaux apportant leur soutien au gouvernement de Paul Van Zeeland, avec le Neptune d'Anvers et le Moniteur des Intérêts matériels et mené par L'Indépendance belge, qui reste en 1938, avec 20000 exemplaires, l'un des principaux quotidiens de Bruxelles mais publiera lui aussi son ultime numéro en 1940.

## Chronologie
- 1831 : Marcellin Faure fonde L'Indépendant à Bruxelles.
- 1843 : Henri Édouard Perrot rachète L'Indépendance belge à Bruxelles.
- 1850 : Marcellin Faure fonde L'Étoile belge à Bruxelles.
- 1853 : Henri d’Orléans devient actionnaire de L'Étoile belge.
- 1854 : Joseph-Ferdinand Toussaint devient actionnaire de L'Étoile belge.
- 1856 : Léon Bérardi rachète la majorité de L'Indépendance belge.
- 1856 : Henri Édouard Perrot transmet L'Indépendance belge à un groupe de financiers.
- 1857 : L'Étoile belge a 11300 abonnés.
- 1858 : la famille Madoux devient actionnaire de L'Étoile belge.
- 1858 : Henri d’Orléans devient majoritaire dans L'Indépendance belge.
- 1863 : Gustave Lemaire recruté par Alfred Madoux à L'Étoile belge.
- 1871 : Alfred Madoux monte au capital de L'Étoile belge.
- 1874 : Alfred Madoux acquiert ce qui reste actions d'Henri d’Orléans
- 1876 : Gérard Harry, ex-correspondant parisien du New York Herald est recruté par L'Indépendance belge à Bruxelles.
- 1878 : Gérard Harry a le scoop de l'interview d'Henry Morton Stanley.
- 1893 : L'Indépendance belge fonde le Petit Bleu du matin à Bruxelles.
- 1898 : L'Indépendance belge reprise par un groupe de financiers.
- 1898 : Gérard Harry rachète le Petit Bleu du matin.
- 1910 : Georges Marquet lui rachète le Petit Bleu du matin.
- 1928 : Georges Marquet rachète L'Étoile belge.